# Paul Cadmus
Paul Cadmus, född 17 december 1904 på Manhattan i New York, död 12 december 1999 i Weston,  var en amerikansk konstnär, känd för sina svulstiga och färgstarka målningar i äggtempera, inte sällan i stökiga sociala situationer, ofta i stadsmiljöer.  Han utförde också många teckningar av nakna mansfigurer; hans verk kombinerar inslag av erotik och samhällskritik i en stil kallad magisk realism.

## Biografi
Paul Cadmus föddes på Manhattan och var son till konstnärerna Maria Latasa och Egbert Cadmus. Hans far, som studerat för Robert Henri, arbetade som konstnär, och hans mor illustrerade barnböcker.
Vid 15 års ålder lämnade Cadmus grundskolan för att gå på National Academy of Design i sex år. År 1925 blev Cadmus medlem av The Brooklyn Society of Etchers, numera känt som Society of American Graphic Artists, eller SAGA. Vid deras 10:e årliga utställning som hölls på Brooklyn Museum visades han tre etsningar "Fidelma", "Calogero Scibetta" och "Kramer". Han skrev in sig på Art Students League of New York 1928 och tog lektioner i kroki, samtidigt som han arbetade som illustratör på en reklambyrå i New York. Han fortsatte sin utbildning medan han reste i Europa från 1931 till 1933 med sin älskare, konstnären Jared French.
Cadmus var en mycket skicklig tecknare  och var intresserad av de italienska renässanskonstnärerna, särskilt Signorelli och Mantegna, samt den amerikanske konstnären Reginald Marsh. Han kombinerade elementen från Signorelli och Mantegna, tillsammans med Marsh, för att skildra gatulivet i New York. Cadmus var fixerad vid människokroppen, både den ideala, nakna, och den motbjudande.
Han fann det groteska överallt från Greenwich Villages kaféer, tunnelbanestationer, stranden vid Coney Island och amerikanska turister på en italiensk piazza; hans konst är en form av satir och karikatyr.
År 1934 målade han The Fleet's In!  Denna målning, som visar fulla sjömän och kvinnor, en stereotypt homosexuell och erotisk överdrift av tajta och utbuktande skrev och bakar. Målningen orsakade ett offentligt ramaskri lett av amiral Hugh Rodman, som lade in en protest till marinens sekreterare Claude A. Swanson. Målningen togs bort från utställningen på Corcoran Gallery of Art av Henry L. Roosevelt, marinens dåvarande biträdande sekreterare, som hade den i sitt hem fram till sin död 1936; all publicitet befordrade Cadmus karriär.  

## PaJaMa
Paul Cadmus och hans älskare, konstnären Jared French, och Frenchs hustru, konstnären Margaret French, bildade 1937 ett fotografiskt kollektiv kallat PaJaMa (Paul Jared Magaret).  Mellan 1937 och 1945, vid havet på stränderna mellan Provincetown, Truro, Fire Island och New York, iscensatte de olika svartvita fotografier av sig själva med sina vänner, både nakna och påklädda. De flesta av dessa vänner var bland New Yorks unga konstnärer, dansare och författare, och de flesta var stiliga och homosexuella. När Paul Cadmus inledde ett förhållande med den unge konstnären George Tooker 1944, blev trion en kvartett, och Tooker finns med på många av PaJaMas fotografier. År 1938 poserade French och Cadmus för en serie erotiska fotografier för modefotografen George Platt Lynes. 
Paul Cadmus dog i sitt hem i Weston den 12 december 1999, fem dagar före sin 95-årsdag.